# Saint-Bernard-des-Lacs
Saint-Bernard-des-Lacs est un lieu-dit du territoire non organisé de Mont-Albert, en Gaspésie–Îles-de-la-Madeleine, au Québec (Canada). Il rappelle l'emplacement de l'ancien village du même nom.